# Otis Grant
Otis Grant (ur. 23 grudnia 1967 w Saint Ann) – kanadyjski bokser, były mistrz świata WBO w wadze średniej.

## Kariera amatorska
W 1985 roku był mistrzem Kanady w wadze lekkośredniej.
W 1987 roku zdobył srebrny medal w wadze średniej na igrzyskach panamerykańskich, w Indianapolis. W finale pokonał go Kubańczyk Ángel Espinosa.

## Kariera zawodowa
Jako zawodowiec zadebiutował 29 listopada 1988 roku. Pokonał jednogłośnie na punkty Johna Grossa. Do końca 1993 roku stoczył kolejne 22 pojedynki, wszystkie wygrał, zdobywając mistrzostwo Kanady oraz pas NABF, który trzykrotnie obronił.
15 marca 1994 roku doznał pierwszej porażki w karierze. Przez nokaut w 12 rundzie pokonał go, przyszły mistrz świata Quincy Taylor. Na ring powrócił jeszcze tego samego, wygrywając dwa pojedynki.
10 października 1995 roku odzyskał pas NABF w wadze średniej, pokonując przez dyskwalifikację Derricka Jamesa. Pas obronił jeszcze dwukrotnie, pokonując przez techniczny nokaut w 12 rundzie Jamesa Greena oraz niejednogłośnie na punkty Rodneya Toneya.
4 marca 1997 roku w walce o pas WBO w wadze średniej, jego rywalem był Amerykanin Lonnie Bradley. Po bardzo wyrównanym i zaciętym pojedynku, sędziowie ogłosili remis (113-115, 115-113, 114-114) i Bradley obronił tytuł.
13 grudnia 1997 roku zmierzył się z Ryanem Rhodesem o zwakowany pas WBO w kategorii średniej. Grant zwyciężył jednogłośnie na punkty (115-113, 115-113, 115-114), zdobywając mistrzostwo.
12 maja 1998 roku obronił po raz pierwszy mistrzostwo świata WBO. Pokonał przez techniczną decyzję po podliczeniu kart punktowych, Argentyńczyka Ernesto Senę. Niedługo po walce zwakował tytuł, przechodząc do wagi półciężkiej.
14 listopada 1998 roku zmierzył się z najlepszym wtedy bokserem świata, Royem Jonesem Jr'em, a stawką walki były pasy WBC i WBA w wadze półciężkiej. Grant nie dał rady Amerykaninowi i przegrał przez techniczny nokaut w 10 rundzie, gdy w jego narożnik rzucił ręcznik, kiedy po raz drugi znalazł się na deskach.
Na ring powrócił 22 listopada 2003 roku. W 8 rundowym pojedynku pokonał jednogłośnie na punkty, byłego mistrza świata wagi super średniej Dingaana Thobelę. W 2004 roku zdobył pas WBC International w wadze super średniej, który dwukrotnie obronił. Ostatnią walkę stoczył 8 kwietnia 2006 roku, przegrywając przez poddanie w 7 rundzie z Meksykaninem Librado Andrade.